# ドーターメーカー (漫画)
『ドーターメーカー』 (Daughter Maker) は、河島正作の漫画作品。『月刊少年マガジン増刊GREAT』に2000年1月号から2001年11月号まで連載された。
河島の漫画家としての初連載作品であり、デビュー作に等しいが人気が伸びず、打ち切られた。

## あらすじ
高校生の園部準一は、ある日行きつけのゲーム屋で「DM」と書かれた謎のゲームソフトを手にする。よくできた美少女育成シミュレーションゲームかと思われたそのゲームは、ある女性プログラマーが召喚した悪魔と契約し、魔力とプログラムとを融合させて創り出した、究極の育成ゲーム「ドーターメーカー」だった。メフィストフェレスとの契約により「ユーザー」となり残り100日の命となってしまった準一は、DMから実体化した「ドーター」であるジュリアと共に、凄惨な殺し合いのゲームに巻き込まれることとなる。

## DM（ドーターメーカー）の概要
オカルトに取り憑かれた女性プログラマー・桜沢秀子が、悪魔・メフィストフェレスを召喚・契約し、共同開発した究極の育成ゲームソフト。
このソフトは子供を生めない身体である桜沢秀子が娘を欲して創り上げたものだが、メフィストが彼女の魂の契約の無効化を条件に、命懸けのサバイバルゲームの要素を導入させた。
パッケージには不気味な文字で「DM」とだけ書かれている。しかし、誰の目にでも止まる物でなく、それを必要とする者の手にのみ必然的に渡るようになっている。「必要とする者」の条件については作中で明言されていない。
ゲームを起動すると案内キャラクター・LIVE君が登場し、最初に100日後に自分の魂を捧げる旨の契約の可否を問われ、YESを選ぶと以後キャンセルは不可能。娘の名前と育てたい年齢を決定すると、第1段階である育成ゲームが開始する。
娘の育成が終了すると、実体化プログラムが起動し娘（ドーター）が現実世界に実体を持って姿を現す。ドーターは実体化した時点で自分の役割（他のドーター・ユーザーと戦うこと）を把握しているようである。育成・実体化が済むと、そのユーザーが他界するまでDMのソフトは使用できなくなる。しかしプログラムは起動し続けており、ドーターに異変が起こった場合など、各種プログラムを必要に応じて動かしている。またドーターの損傷率などの状態をモニタリングしている。
自分以外のユーザー一組を抹殺するごとに、魂を奪われるまでの期日が100日延長される。

### ドーターの仕様
ドーターの容姿はランダムで決定されるとあるが、実際はユーザーの理想の異性像を反映して決定されている。娘の性格を決定するための育成ゲーム部分もユーザーの無意識の願望が反映される仕様になっている。これは、ドーターはユーザーに『確実に』愛されなければならないためだとされている。故に大概のドーターは美しい容姿を持ち、ユーザーに従順である。が、自主性に任せた育成を行うことも出来、その場合は自分の考えを持つ人間らしい性格が形成される。
ドーターは、通常の人間と同じように生活することが出来、食事も可能。衣服に関しては、ゲーム内に登録されているものであれば一瞬で着替えることができ、実際の衣服も着用可能である。偽装工作のためのモーフィング能力を有しており、接触した生命体の情報を読み取りそっくりに擬態できる。一度接触すれば、その後もその姿に何度でも擬態が可能。
通常の人間同様に痛覚を有しており、出血もする。しかしプログラムのカーネル（核）の存在する頭部以外の損傷は、修復プログラムにより自動的に修復される。ドーターはプログラムのカーネル（核）を破壊されるとプログラムが停止、消滅する。また、ドーターとユーザーの生命は直結しており、片方が死ねばもう片方も消滅することとなる。故に、ドーターにとってはただの人間であるユーザーを狙う方が安全で確実であり、DMユーザーとなった人間は死の際には衣服も残さず完全に消滅してしまう。
敵を殺傷するために、体の一部を凶器に変化させ攻撃することが出来る。また、ドーターはそれぞれ固有の特殊能力（スキル）を備えている。特殊能力にはドーターの数だけさまざまな物がある。その中でも特別に強力または有用な特殊能力を持つドーターが稀に誕生し、それらはプレミアム・ドーターと呼ばれる。
ドーターと通常の人間との違いは、人間にはその姿を覆うオーラが見え、非生命であるドーターにはオーラがないことである（ただし、特殊能力としてオーラを纏うことの出来るドーターも存在する模様）。

## 登場キャラクター

### 主人公
園部 準一（そのべ じゅんいち）
主人公。私立港難高等学校に通う17歳の高校2年生。パソコン部所属だが、自主休部中。
本編の一年前に通り魔事件で母親を殺害されたが、普段は明るい普通の高校生として生活している。年上の女性のレイコに憧れたり、幼馴染みの西尾妙子にスカートめくりを仕掛けるなど、子供っぽい一面もある。なお、父親はずっと出張中で実質一人暮らしに近い。
ある日、行きつけのゲーム専門店「ナガイ」で悪魔のゲーム「DM（ドーターメーカー）」を手に入れたことからそれまでの生活が大きく変わってゆくことになる。DMユーザーになった後は、自分が生き延びるためとはいえ学校の友達や先生と殺し合うことに心を痛め、更には最も親しい人物である長井やレイコと戦うことになったときは精神的な圧迫が頂点に達し、生を放棄しかける。
しかしジュリアの叱咤により心を持ち直し、決闘に挑む。そして覚醒したジュリアがレイコを倒した直後、敵のボス・アイリと邂逅。妙子と寺田刑事が自分のせいで組織に囚われていることを知る。
そして、平然と何百人もの人間を殺すアイリを倒すべき敵と認識し、また囚われた妙子と寺田を救うため、その誘いに乗り東京タワーで決戦を挑む。
そしてジュリアがアイリの計画のための道具にされ、更に寺田を殺されたことで自身も憎しみに囚われかけるが、長井の死に際の言葉を思い出しその真意を知ると、命懸けでジュリアに「オレはお前を信じる」と強い呼び掛けを送り、目覚めさせた。
ジュリア
準一のドーター。年齢設定は16歳。金髪のロングヘアーで、普段は最初に実体化した際に準一から手渡されたワイシャツを気に入って着用している。
ジュリアという名前は、準一が女に生まれた場合母親が付けるつもりだった名前である。
育成シミュレーション段階での準一の育成方針により、奔放で自主性を持つごくごく人間らしい性格をしており、時にユーザー（主）である準一の言うことに逆らったり、苦言を呈したりすることもある。
攻撃方法は、髪を刃に変化させて相手を突き刺す。さらに、特殊能力として『想念』という能力（後述）を持ち、直感力に優れている。
準一と共に、幾度も格上の敵と不利な戦いを強いられてきたが、知恵や機転でこれを撃破し続けてきた。
そして、最強レベルの敵・レイコに追い詰められ損傷率が9割を超えた時、真の力が覚醒。創造主・メフィストが乗り移ったかのような圧倒的な威圧感と力で、レイコを容易く屠った。この際、敵組織のボス・アイリに『想念』の真の力を見初められ、アイリの計画への協力を強いられる。ある事情からアイリに逆らえないジュリアはこれを許諾。そしてアイリに叩き付けられた強烈な憎念に囚われ髪が黒く染まり、『想念』の能力で以って日本全土に憎念を広めるための発信機とされてしまう。しかし、準一が命を賭して送り込んだ、信じる心「信念」を受け取り、憎念の呪縛から逃れることに成功。その強力な想念で以ってアイリの攻撃を弾き返し、想念射出でアイリを打ち破る。そして、終焉を迎えたDM世界と共に、準一に最後まで笑顔を見せながら消滅していった。
『想念』
感情や欲望などの人間の心の念、つまり想念をエネルギーに変換することが出来る能力。
このエネルギーを、例えば小石などの小さな物質に凝縮して詰め込むことで強力な破壊力を生み出す事が可能であり、『想念弾』と呼ばれる。物質に込めずに放つことも可能だが、そうすると拡散して威力が激減してしまうらしい。
エネルギーに変換できる念の源はジュリア自身とユーザーの準一であり、リンクしている準一の想念が強まるほど能力は強くなる。
また、ユーザーの感情の強い揺らぎを感じ取ると、離れていてもユーザーの居場所を探知することが出来る。しかしこの能力の本質は想念弾ではなく、「自身の強い想念を周囲に展開し、範囲内の生物の想念を支配してしまう」という、というものである。
例えば、致命傷を負い暴走状態となったジュリアは、「動きたくない」という想念を周囲に展開し自分以外の生物の行動を縛った（ジュリアの想念に囚われ「自らの意思で動こうとしない」状態になってしまう。自らの意思での行動である以上、自分ではどうすることも出来なくなるのである）。
また、「治したい」という強い想念を叩きつけることにより、対象の致死傷さえも完治させてしまうことも出来た。
上記のことから、使用者次第で如何なる結果を生み出すことも出来る、無限の可能性を秘めた能力であると言える。

### その他のDMユーザー
小林 佳樹（こばやし よしき）
準一の友人で、パソコン部所属。アパートで一人暮らしをしている。部活をサボり続けている準一を呼び戻そうとしていた。
実はDMユーザーであり、他のユーザーを殺害する現場を準一の母親に目撃されたため、そのまま殺害してしまった。つまり準一にとっては母親の仇敵である。
DMの相談を持ちかけてきた準一をも殺害しようとしたが、ジュリアにより阻まれ、さらに自身のドーター・アヤを倒され、死の恐怖に怯えながら消滅してしまった。
アヤ
小林佳樹のドーター。黒髪のボブカットで、小林がヒロスエ（広末涼子）のファンであることから、容姿もよく似ている。最初、準一には姉だと偽って油断させていた。
掌からパイルのような刃を延ばして攻撃する。特殊能力は『バイオリズム』。ユーザーのバイオリズムに同調して、日によってドーターの能力が変動するというもの。そのため日によっては実際のレベルの数倍の能力を得ることもある。
その高い能力でジュリアを追い詰めるも、小林にモーフィングしたジュリアを攻撃することを一瞬躊躇った結果スキを晒し、頭を貫かれて消滅した。
守矢 年男（もりや としお）
港難高校の教師で、DMユーザー。同じDMユーザーである小林佳樹に目をつけていたが、先に準一に倒されたため、横取りされたと思い準一を殺そうとするが返り討ちに遭い、消滅。
マリア
守矢年男のドーター。金髪のストレートヘアにヘアバンドをつけた、小学生程度の幼女。容姿に違わず子供らしい振舞いだが、小難しい言葉も使う。
手の甲から刃を伸ばして攻撃する。特殊能力は『瞬間移動（テレポート）』。5メートルまでの距離なら空間を飛び越え地上、空中問わず瞬時に移動することが可能。
ジュリアの奇策により想念弾を口の中に撃ち込まれて敗北、消滅した。
木津（きづ）
港難署の刑事で寺田刑事の同僚。DMユーザー。
準一がDMユーザーだと察し、準一を殺そうとドーターを仕向けるがその前にレイコによってドーターを殺され、寺田の目の前で「園部」と呟いて消滅してしまった。なお、ドーターは赤毛のウェーブヘアで、顎にホクロがある。名前や能力は不明。
伊東（いとう）
DMユーザー。仲田に脅され、不本意ながら準一たちに戦いを挑む。
ドーター・ユナを倒され、今際の際に準一たちに自分達に代わって仲田を倒してもらうことを望みながら消滅していった。
ユナ
伊東のドーター。濃硫酸を上回る酸性を持つ体液による高い攻撃力と、ドーターの心を読むことの出来る特殊能力でジュリアを追い詰める。
しかし準一の機転により隙を晒してしまい、頭部を貫かれる。
消滅する寸前に、己の能力を逆作用させ、仲田の顔（ただし死に際であったため曖昧な映像だった）とプレミアム・ドーターの情報、そして「倒して」という念をジュリアに送りつけた。

### 『選ばれし者』達
プレミアム・ドーターとそのユーザー達によって組織された謎の集団。自分達のほかに、プレミアム・ドーターのユーザーである可能性のあるユーザー（候補者）に見当をつけ、そうであれば仲間に引き入れ、そうでなければ（自分達の命を引き延ばすための）『餌』として処分していた。だが、その実体はボスであるアイリが、自らの計画に必要な『真の選ばれし者』を探すためのただの手駒でしかなかった。
長井（ながい）
ゲーム専門店「ナガイ」の店長。妻子が居たが、離婚しており子供二人も妻に連れて行かれ、独り身だった。
DMと出会い、実の父として自分を愛してくれたドーター・レイコの心に応えるため、DMをコピーしユーザー狩りを行っていたところ、アイリに見込まれ組織の一員となる。
準一に対しては実の息子のように思っており、準一が小学生の頃万引きしようとしたオモチャをプレゼントするなど、昔から限りなく優しく接していた。そのため準一も「長井のおじさん」と呼んで慕っていた。
自分達の運命を見定めるため、またジュリアの本当の力を計るため、心を痛めながらも準一に決闘を挑む。覚醒したジュリアの能力からアイリの行おうとしている計画の真実に気づくが、ジュリアの圧倒的な力でレイコを倒され、自身も消滅。「憎しみではボスには勝てん…信じるのだ」との言葉を準一に遺した。
レイコ
長井のドーター。長井と良く似たオールバックのロングヘアで、綺麗なお姉さん然とした大人びた容姿。
『ナガイ』がゲーム専門店として改装してからは、店の看板娘として長井と共に働いていた。準一の初恋の人。
プレミアム・ドーターであり、その特殊能力は『盗み』。触れたドーターの特殊能力を際限なく会得することが出来、数多くのドーターを狩ってきたレイコの保有しているスキルは数え上げればきりがない程。間違いなく最強レベルのドーターである。
その圧倒的な能力で以ってジュリアを追い詰めるが、それをきっかけに真の力に覚醒したジュリアに逆に圧倒される。
それでも最後まで長井のために戦う意思を見せたが、ジュリアの想念で動きを止められ、頭部を撃ち抜かれて消滅した。
仲田（なかた）
殺人を愉悦する非道な男。組織の一員だが、その歪んだ性格や勝手な行動を取るために組織内では鼻つまみ者扱いされている。
幼少の頃に父親を亡くし母親は酒びたりになり、その母親から虐待を受け続けていた。その体験が今の性格を形成したものと思われる。
彼のドーター・チアキはその能力ゆえ単体ならほぼ無敵（後述）だが、相手の恐怖に怯える姿や死に様を見物するために、わざわざ殺しの場に姿を見せる。しかしそれはチアキの特異性に不満を持っていて、その不満な心を慰めるためだとジュリアに看破され、動揺しチアキに意識を向けてしまったため、それが仇となりチアキを直に倒される。
死に際に、ジュリアに自分を虐待した母親の面影を見て、「オレを愛してくれなかったあんたが悪いんだ」と涙しながら消滅した。
チアキ
仲田のドーター。黒髪のロングで姫カット。プレミアム・ドーターであり、「仲田以外その存在を意識できない」という特異な特殊能力を持つ。そのため、誰にも気づかれず何処にでも侵入でき、また敵の必殺の間合いに容易く接近することが可能なため、ユーザーという弱点を除けばほぼ無敵に等しい。しかしこの能力は常時発動しており、仲田以外に彼女の姿を知る者は誰も居ない。
仲田の命令に従いジュリアを甚振り追い詰めるも、ジュリアに心理誘導された仲田を通して位置を特定され、また彼女自身も動揺しているうちに頭部を貫かれて敗北した。
石神（いしがみ）
オールバックの白髪と額のホクロが特徴の、組織のリーダー格。アイリと二人で密談していることから組織内での地位は高い様子。ドーターは未登場のため、不明。最終計画を目前に、他のメンバー達と共にアイリに殺されてしまう。
アイリ
組織のボスであり、DMによって最初に生み出されたファースト・ドーター。諸悪の根源の一人。
ユーザーである桜沢秀子が魂の契約を無効化されており、そのドーターである彼女も同様である。故に、ユーザーを失った後も生きながらえている。更に、DM世界の根源そのものでもあるので、彼女が消滅することはDM世界の終焉を意味する。
桜沢秀子の人間に対する強烈な憎しみを受け継いでおり、また自身のドーターとしての強大な力も相俟って、人間を虫けら程度にしか思っておらず、自分が集めた組織の人間達も不要とわかれば容易く殺してしまった。
特殊能力は『ウイルス』。空気感染するウイルスを発生させ、感染した者を彼女の意思次第で苦しめることも殺すことも容易く行える。何百人もの人間を同時に殺していた描写があることから、ウイルスの量や散布範囲も無制限と思われる。人類すらも容易く滅ぼすことのできる。
しかし、彼女の狂気はウイルスでの殺戮を良しとせず、暴力や殺戮等の「悪」に満ちた世界を作り上げようと計画する。そしてそのためにジュリアの『想念』を利用し、憎しみの心「憎念」を日本全土に拡げようとした。だが準一の命懸けの行動により、「憎念」をアイリの理解しえぬ「信念」に打ち破られ計画は瓦解。彼女自身もジュリアの『想念』で頭を撃ちぬかれ、己の敗北を信じられぬまま消滅した。

### その他の人物
西尾 妙子（にしお たえこ）
準一の同級生で、小中高と同じ学校の幼馴染。活発で可愛らしい女子で、学校では男子に人気がある。準一に恋心を抱いており、何かと気に掛けたり積極的にアプローチしているが、空回りに終わっている。ひょんなことからDMユーザー同士の戦いを目撃してしまい、更に準一からDMについて聞かされていたため組織に拉致され、最終計画の際に東京タワーに連れてこられることになる。
寺田（てらだ）
港難署の刑事。同じ刑事だった父親を誇りに思っており、正義感が強い。同僚の木津が目の前で消えてゆくのを目撃し、その際木津が言い残した言葉から準一の周りを嗅ぎ回り始め、やがて準一からDMの話聞くことになる。そのため、西尾妙子と共に組織に拉致された。最終計画の日に、西尾妙子と共に連れてこられた東京タワーで、無謀と判っていながらもアイリを止めようとしたが、敢え無く殺害されてしまった。
桜沢 秀子（さくらざわ ひでこ）
故人。DMの開発者であり最初の契約者（ファースト・ユーザー）。諸悪の根源の一人である。
いくつもの大ヒットゲームを世に送り出した才能ある女性プログラマーだったが、その実人間としても女性としても不幸にまみれた人生を送っていた。幼少の頃に性的虐待を受けたため子供を生めない身体にされ、愛した男性にはその才能を妬まれて去られ、ついには精神的なショックで身体を病んでしまった。そのうちに世界そのものに憎しみを向け、同時に悲しみを分かち合える家族を欲した。その思いが悪魔のゲームDMを開発するきっかけとなった。そして、DMによって生み出した娘・アイリに、世界に対する憎しみの念を託して癌でこの世を去った。
メフィストフェレス
桜沢秀子の開発した「悪魔召喚プログラム」により召喚された、魔界一の天才と称される悪魔。全ての元凶。桜沢秀子と共にDMを共同開発する。そのためドーター達からは創造主として様付けで呼ばれている。
DMに条件付のサバイバル要素を追加させ、惨劇を眺めながらより多くの魂を回収できるようにするなど、悪魔らしい邪悪な狡猾さを持つ。
魔界の住人であるため、物語中ではDMの案内キャラ「LIVE君」（逆立ちすると、「LIVE」が「EVIL」となり悪魔の姿に変化する）として登場した以外は特に姿を現していない。